# Лосева, Мария Ильинична
Мария Ильинична Лосева (15 декабря 1929 года, Ленинск-Кузнецкий — 24 декабря 2006 года, Новосибирск) — советский и российский гематолог, организатор здравоохранения, основатель известной научной школы гематологов. Доктор медицинских наук, профессор, заслуженный деятель науки РФ.

## Биография
Родилась в 1929 году в Кемеровской области. В 1954 году окончила Новосибирский медицинский институт. С 1958 по 1963 годы работала в больницах Новосибирска.
В 1962 году защитила диссертацию «Сравнительная оценка цитологических методов диагностики рака желудка», после чего устроилась на работу в Новосибирский медицинский институт на кафедру госпитальной терапии.
В 1974 году защитила диссертацию на тему «Клинико морфологические и биохимические аспекты опухолевой прогрессии в патогенезе лимфогранулематоза» и получила степень доктора медицинских наук и звание профессора.
С 1971 по 2000 годы заведовала кафедрой госпитальной терапии. В 2001 году в НГМИ была организована кафедра гематологии и трансфузиологии, которую она возглавила.
Направления научной деятельности: эпидемиологические и клинические исследования, посвященные проблеме железодефицитных анемий, работы по иммунологическим аспектам гемобластозов и опухолевой прогрессии, проблеме отдаленных последствий химиолучевой терапии и реабилитации больных гемобластозами. Лосева сформулировала концепцию клеточно-мембранных механизмов развития патологии внутренних органов при гемобластозах и анемиях.
Является основателем новосибирской школы гематологов, медицинских экологов и профпатологов.
Скончалась в 2006 году в Новосибирске. Похоронена на Заельцовском кладбище рядом с могилой мужа А. И. Лосева, заслуженного строителя РСФСР.

## Работы
За время жизни написал более 500 научных работ, среди которых 3 монографии:
- «Печень при гемобластозах»,
- Ефремов А. В., Лосева М. И., Зюбина Л. Ю. и др. Висцеральные поражения при железодефицитных состояниях (патогенез, клиника, диагностика и лечение). — Новосибирск, 2005. — 335 с.
- Лосева М. И., Поспелова Т. И., Солдатова Г. С. и др. Отдаленные последствия противоопухолевой терапии гемобластозов, научное издание. — Новосибирск, 2005. — 364 с.
- Третьяков С. В., Шпагина Л. А., Лосева М. И. Особенности структурнофункционального состояния сердца у больных хронической интоксикацией органическими растворителями // Медицина труда и промышленная экология. — 2004.

## Память
В честь Лосевой на здании новосибирской клинической больницы № 2 установлена памятная доска.